# Okrug Rapla
Okrug Rapla (est. Rapla maakond) ili kraće Rapla jedan je od 15 estonskih okruga. Okrug se nalazi u zapadnom dijelu države. 
U okrugu živi 36.678 ljudi što čini 2,7% ukupnog stanovništva Estonije (siječanj 2009.)
Glavni grad okruga je Rapla u istoimenoj ruralnoj općini. Postoji još 9 ruralnih općina i nijedna gradska općina. 
Od prirodnih resursa na području okruga nalaze se: vapnenac, dolomit, treset i glina.

## Vanjske poveznice
- Službene stranice okruga  Arhivirana inačica izvorne stranice od 20. svibnja 2009. (Wayback Machine) – (na estonskom)